# Homalattus
Homalattus là một chi nhện trong họ Salticidae.